# 科尔茨·沃伦
科尔茨·沃伦（1955年11月9日—）是一位美国富商和另类投资家，Energy Transfer Partners的CEO。